# جون بارتليت (سياسي أسترالي)
جون بارتليت (بالإنجليزية: John Bartlett)‏ هو سياسي أسترالي، ولد في 27 يوليو 1949، وتوفي في 8 فبراير 2008. حزبياً، نشط في حزب العمال الأسترالي. وقد انتخب عضو الجمعية التشريعية نيو ساوث ويلز.